# Vlag van Westergeest

Vlag van Westergeest

De vlag van Westergeest is de dorpsvlag van het Nederlandse dorp Westergeest, in de Friese gemeente Noardeast-Fryslân. De vlag werd in 1976 geregistreerd.
De dorpsvlaggen van 14 dorpen in Kollumerland en Nieuwkruisland werden in de jaren 1969/70 tot stand gekomen in overleg met de Fryske Rie foar Heraldyk en de heren Minnema, Keune en Offringa, leden van de Geakunde Commissie van Kollumerland en Nieuwkruisland In de ontwerpperiode hebben de besturen van de Plaatselijk Belang-organisaties in elk van de dorpen, de ontwerpen besproken, en goedgekeurd of verworpen, in welk laatste geval een nieuw ontwerp werd aangeboden.

## Beschrijving
De beschrijving van de vlag is als volgt:
Volgens de diagonalen gekwartileerd van zwart-groen, met op de diagonalen een geel kruis ter dikte van 1/4 van de vlaghoogte.
De kleuren zijn afkomstig van het dorpswapen.

## Symboliek
- Geel andreaskruis: verwijst naar de vier paden die in het dorp bij elkaar kwamen. De gele kleur duidt op de zandgrond waar het dorp op gelegen is.[3]
- Groene velden: staan voor de klei en grasland in de omgeving van het dorp.[3]
- Zwarte velden: symboliseren de veengrond rond het dorp.[3]

## Zie ook

Wapen van Westergeest